# Ha-Joon Chang
Ha-Joon Chang (koreanska: /tʃæŋ/), född 7 oktober 1963, är en sydkoreansk ekonom. Chang är specialiserad på institutionell ekonomi och utvecklingsekonomi och föreläste i ekonomi vid University of Cambridge från 1990 till 2021 innan han blev professor i ekonomi vid School of Oriental and African Studies (SOAS) 2022. Chang är författare till flera bästsäljande böcker om ekonomi och utvecklingspolitik, framför allt Kicking Away the Ladder: Development Strategy in Historical Perspective (2002). 2013 rankade tidningen Chang som en av de 20 bästa världstänkarna.
Chang har arbetat som konsult för Världsbanken, Asian Development Bank, European Investment Bank, samt Oxfam och olika FN-organ. Han är också en stipendiat vid Center for Economic and Policy Research i Washington, D.C. Dessutom arbetar Chang för den rådgivande styrelsen för den ideella organisationen Academics Stand Against Poverty (ASAP).

## Bakgrund
Efter att ha tagit examen från Seouls nationella universitet i ekonomi studerade han vid Universitetet i Cambridge, där han avlade en filosofie magisterexamen och disputerade 1991 med avhandlingen The Political Economy of Industrial Policy – Reflections on the Role of State Intervention. Changs bidrag till ekonomi började när han studerade under Robert Rowthorn, en ledande brittisk marxistisk ekonom, då han bidrog till utvecklingen av teorin om industripolitik, som han beskrev som en mellanväg mellan central planering och en ohämmad fri marknad. Hans arbete inom detta område är en del av ett bredare förhållningssätt till ekonomi känt som institutionalistisk politisk ekonomi. Den institutionalistiska politiska ekonomin placerar ekonomisk historia och socio-politiska faktorer i centrum för utvecklingen av ekonomiska metoder.

## Verk

### Kicking Away The Ladder
I sin bok Kicking Away the Ladder (som vann European Association for Evolutionary Political Economys Gunnar Myrdal-pris 2003) hävdade Chang att alla stora utvecklade länder använde interventionistisk ekonomisk politik för att bli rika och sedan försökte förbjuda andra länder att göra samma. Världshandelsorganisationen, Världsbanken och Internationella valutafonden fick stark kritik från Chang för "ladder-kicking" av denna typ som, han menar, är det grundläggande hindret för fattigdomsbekämpning i utvecklingsländer. Detta och annat arbete ledde till att han tilldelades 2005 Wassily Leontief Prize for Advancing the Frontiers of Economic Thought från Global Development and Environment Institute (tidigare pristagare inkluderar Amartya Sen, John Kenneth Galbraith, Herman Daly, Alice Amsden och Robert Wade).
Douglas Irwin, professor i ekonomi vid Dartmouth College, kritiserade bokens metodik och publicerade sin kritik på Economic History Associations webbplats. Han har även författat en studie om Smoot–Hawley-tarifferna (2011):
Chang tittar bara på länder som utvecklades under artonhundratalet och en liten del av den politik de förde. Han undersökte inte länder som misslyckades med att utvecklas under artonhundratalet och såg om de förde samma heterodoxa politik bara mer intensivt. Detta är en dålig vetenskaplig och historisk metod. Anta att en läkare studerade människor med långa liv och fann att vissa rökte tobak, men inte studerade personer med kortare liv för att se om rökning var ännu vanligare. Alla slutsatser som dras enbart från det observerade förhållandet skulle vara ganska missvisande.
Chang besvarade Irwins kritik genom att hävda att länder som misslyckats med att utvecklas i allmänhet hade följt frimarknadspolitik. Chang hävdade också att även om statlig interventionism ibland orsakade ekonomiska misslyckanden, hade den ett bättre resultat än oreglerade fria marknadsekonomier som, enligt honom, mycket sällan lyckades producera ekonomisk utveckling. Han hänvisade till bevis för att BNP-tillväxten i utvecklingsländerna hade varit högre innan externa påtryckningar som rekommenderade avreglering och utvidgade sin analys till frihandelns misslyckanden för att framkalla tillväxt genom privatisering och antiinflationspolitik. Changs bok vann beröm från Nobelprisvinnande ekonomen Joseph Stiglitz för sin färska insikt och effektiva blandning av samtida och historiska fall, men kritiserades av den tidigare Världsbanksekonomen William Easterly, som sa att Chang använde selektiva bevis i sin bok. Chang svarade på Easterlys kritik och hävdade att Easterly missförstod hans argument. Easterly gav i sin tur ett svar på kritiken. Stanley Engerman, professor i ekonomisk historia vid University of Rochester berömde Changs tillvägagångssätt:
Ha-Joon Chang har undersökt en stor mängd historiskt material för att nå några mycket intressanta och viktiga slutsatser om institutioner och ekonomisk utveckling. Inte bara revideras den historiska bilden, utan Chang använder denna nya förståelse för att argumentera för behovet av en förändrad attityd till de institutioner som behövs i dagens utvecklingsländer. Både som historisk omtolkning och policyförespråkande förtjänar Kicking Away the Ladder en bred publik bland ekonomer, historiker och medlemmar av det politiska etablissemanget.

### Bad Samaritans
Som en uppföljning på idéerna om Kicking Away the Ladder publicerade Chang Bad Samaritans: The Myth of Free Trade and the Secret History of Capitalism i december 2008.

### 23 saker de inte vill att du ska veta om kapitalism
Changs nästa bok, 23 saker de inte vill att du ska veta om kapitalism, släpptes 2011. Den erbjuder tjugotre motbevis till aspekter av nyliberal kapitalism. I boken argumenterar Chang för punkter som "Att göra rika människor rikare gör inte oss andra rikare", "Företag bör inte drivas i sina ägares intresse" och "Tvättmaskinen har förändrat världen mer än internet har gjort." Boken ifrågasätter antagandena bakom den nyliberala kapitalismens dogm och ger en vision om hur kapitalismen kan omformas för att bättre tjäna mänskliga och sociala mål. Detta markerar en breddning av Changs fokus från hans tidigare böcker, som främst var kritik av nyliberala kapitalism i utvecklingsländer.

### Economics: The User's Guide
Changs bok från 2014, Economics: The User's Guide, är en introduktion till ekonomi skriven för allmänheten.

## Publikationer

### Böcker
- Industripolitikens politiska ekonomi (St. Martin's Press ; 1994)
- Förvandlingen av de kommunistiska ekonomierna: mot huvudströmmen (Palgrave Macmillan ; 1995)ISBN 978-0-33359-709-5
- Finansiell liberalisering och den asiatiska krisen (Palgrave Macmillan; 2001)
- Joseph Stiglitz and the World Bank: The Rebel Within (samling av Stiglitz-tal) (Anthem; 2001)ISBN 978-1-89885-553-8
- Kicking Away the Ladder: Development Strategy in Historical Perspective (Anthem; 2002)ISBN 978-1-84331-027-3
- Globalisering, ekonomisk utveckling och statens roll (essäsamling) (Zed Books ; 2002)ISBN 978-1-84277-143-3
- Omstrukturering av Korea Inc. (med Jang-Sup Shin) (Routledge; 2003)ISBN 978-0-415-27865-2
- Reclaiming Development: An Alternative Economic Policy Manual (med Ilene Grabel) (Zed; 2004)ISBN 978-1-84277-201-0
- The Politics of Trade and Industrial Policy in Africa: Forced Consensus (redigerad med Charles Chukwuma Soludo & Osita Ogbu) (Africa World Press; 2004)ISBN 978-1592211654
- Gae-Hyuck Ui Dut (The Reform Trap), Bookie, Seoul, 2004 (samling av essäer på koreanska)
- Kwe-Do Nan-Ma Hankook-Kyungje (Cutting the Gordian Knot – An Analysis of the Korean Economy) Bookie, Seoul, 2005 (på koreanska) (medförfattare: Seung-il Jeong)ISBN 978-89-85989-83-1
- The East Asian Development Experience: The Miracle, the Crisis and the Future (Zed; 2007)ISBN 978-1-84277-141-9
- Bad Samaritans: The Myth of Free Trade and the Secret History of Capitalism ( Bloomsbury ; 2008)ISBN 978-1-59691-598-5
- 23 saker de inte vill att du ska veta om kapitalism (Penguin Books Ltd; 2010)ISBN 978-1-60819-166-6
- Economics: The User's Guide (Pelican Books ; 2014)ISBN 978-0718197032
- Edible Economics – A Hungry Economist Explains the World (Pelican Books; 2022) ISBN 9780241534649

### Studier och artiklar
- Immateriella rättigheter och ekonomisk utveckling: Historiska lärdomar och nya frågor, TWN, 2001
- Vem drar nytta av den nya internationella ordningen för immateriella rättigheter? : Och vad ska Afrika göra?, ATPSN, 2001
- Economic History of the Developed World: Lessons for Africa Economic History of the Developed World: Lessons for Africa, 2009
- Industripolitik: Kan Afrika göra det? Arkiverad 4 March 2016, juli 2012.
- Institutionell förändring och ekonomisk utveckling, Tokyo 2007
- Kicking Away the Ladder: The "Real" History of Free Trade, Foreign Policy, 30 december 2003
- "Foreign Investment Regulation in Historical Perspective Lessons for the Proposed WTO Investment Agreement", Global Policy, 2003

## Privatliv
Ha-Joon Chang är son till en tidigare minister för industri och resurser, Chang Jae-sik, bror till en historiker och vetenskapsfilosof, Hasok Chang, och kusin till en framstående ekonom och professor vid Korea University, Chang Ha-Seong. Han bor i Cambridge med sin fru, Hee-Jeong Kim, och två barn, Yuna och Jin-Gyu.